# Michail Michailowitsch Ippolitow-Iwanow

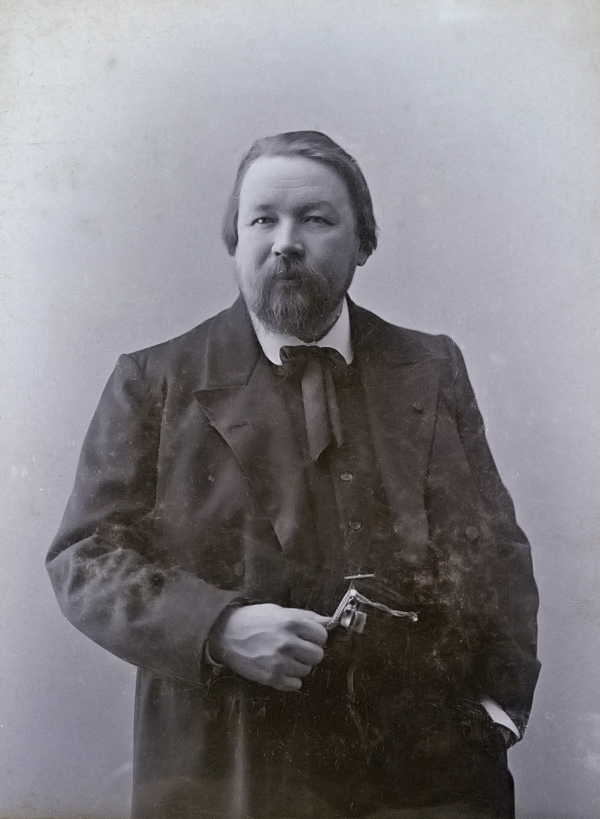
Michail Ippolitow-Iwanow

Michail Michailowitsch Ippolitow-Iwanow (russisch Михаил Михайлович Ипполитов-Иванов, wissenschaftliche Transliteration Michail Michajlovič Ippolitov-Ivanov; * 7. Novemberjul. / 19. November 1859greg. in Gattschina bei Sankt Petersburg; † 28. Januar 1935 in Moskau) war ein russischer Komponist und Dirigent.

## Vita
Ippolitow-Iwanow, der Sohn eines Handwerkers, wurde als Michail Michailowitsch Iwanow geboren. Erst 1881 nahm er den Namen seiner Mutter als Mittelnamen an, um sich von einem älteren Komponisten zu unterscheiden. Von 1872 bis 1875 war er Chorknabe an der Petersburger Isaakskathedrale. 1875 folgte ein Kompositionsstudium am Sankt Petersburger Konservatorium bei Nikolai Rimski-Korsakow, das er 1882 sehr erfolgreich abschloss. Noch im selben Jahr zog Ippolitow-Iwanow nach Tiflis, wo er Direktor der dortigen Musikschule wurde, die sich später in ein Konservatorium umwandelte, und die Konzerte der Russischen Musikgesellschaft leitete. 1893 verließ er Tiflis und wurde Professor für Komposition am Moskauer Konservatorium. Von 1905 bis 1922 war er Direktor dieses Institutes; seine Lehrtätigkeit setzte er bis ans Ende seines Lebens fort. Im Jahre 1924 wurde Ippolitow-Iwanow noch einmal für ein Jahr Direktor des Konservatoriums Tiflis, ab dem folgenden Jahr dirigierte er am Moskauer Bolschoi-Theater. Er trat auch mit musikwissenschaftlichen Schriften (etwa über das georgische Volkslied) hervor. Unter seinen zahlreichen Schülern befinden sich Reinhold Glière, Sergei Wassilenko und Sachari Paliaschwili.

## Stil
Ippolitow-Iwanow orientierte sich in seinem Schaffen deutlich an seinem Lehrer Rimski-Korsakow. Dies schlägt sich v. a. in der brillanten Orchestrierung und der sinfonischen Behandlung von Volksliedthemen nieder. Auch dem etwa gleichaltrigen Alexander Glasunow stand Ippolitow-Iwanow nahe. Noch stärker als dieser nutzte er allerdings Folklore als Basis seines Schaffens. Hierbei konzentrierte er sich nicht nur auf die russische Folklore, sondern legte sein Augenmerk bedingt durch seinen elfjährigen Aufenthalt in Tiflis besonders auch auf die kaukasische Volksmusik. Später beschäftigte er sich intensiv mit der Musik der Turkvölker. Ippolitow-Iwanow besaß ein sicheres Gespür für Dramatik und effektvolle Wendungen und war ein ausgeprägter Orchesterkomponist. Seine Harmonik blieb fest in der russischen Nationalromantik verwurzelt und zeigt keinerlei Interesse an musikalischen Neuerungen. In der Sowjetunion wirkte er aktiv an der Neuorganisierung des Musiklebens mit. Als 1932 der „Sozialistische Realismus“ als Musikdoktrin verkündigt wurde, zählte er zu den überzeugtesten Anhängern dieser Ideologie, da diese Kunstauffassung mit der seinigen nahezu deckungsgleich war. Ippolitow-Iwanow war sicherlich kein Neuerer, doch beweisen seine Kompositionen großes handwerkliches Können und Sinn für Effekte.

## Werke (Auswahl)
- Orchesterwerke
  - Symphonie Nr. 1 e-Moll op. 46 (1907)
  - Symphonie Nr. 2 Karelia (1935)
  - Kaukasische Skizzen, Suite Nr. 1 op. 10 (1894)
  - Iveria, Suite Nr. 2 op. 42 (1894/95)
  - Türkische Fragmente, Suite Nr. 3 op. 62 (1930)
  - Auf den Steppen Turkmenistans, Suite Nr. 4 op. 65 (1935)
  - Musikalische Bilder aus Usbekistan, Suite Nr. 5 op. 69
  - Katalanische Suite op. 79
  - Jar-chmel, Frühlingsouvertüre op. 1 (1881)
  - Armenische Rhapsodie op. 48 (1895)
  - Der Mziri (Der Novize), symphonische Dichtung nach einem Gedicht von Lermontow op. 54 (1923/24)
  - Märsche und andere Orchesterstücke
- Opern
  - Ruth op. 6 (1883–86)
  - Asja op. 30 (1900)
  - Der Verrat op. 43 (1908/09)
  - Ole aus dem Nordland op. 53 (1915)
  - Die Heirat op. 70 (1931, 1. Akt von Mussorgski)
  - Die letzte Barrikade op. 74 (1933)
- Andere Vokalmusik
  - Hymne an die Arbeit op. 59 für Chor, Orchester und Blasorchester (1927)
  - Kantaten
  - geistliche Chorwerke
  - zahlreiche Lieder
  - Volksliedbearbeitungen
- Kammermusik
  - Violinsonate A-Dur op. 8 (1895)
  - Klavierquartett op. 9 (1895)
  - Streichquartett a-Moll op. 13 (1895)
  - Thema und Variationen für Klaviertrio (1932)
  - 4 Stücke über armenische Volksthemen für Streichquartett (1933)

Ein komplettes Werkverzeichnis ist auf den Seiten des Russischen Musikarchives in Hannover zu finden; im Detail ist allerdings Vorsicht geboten.